# 拉丁流行
拉丁流行（英語：Latin pop）是一種流行音樂流派，拉丁流行主要由西班牙語演唱（也包含葡萄牙語等拉丁語言），融合了美國風格的音樂製作。